# 内直
内直（ないじき）は、高麗時代の宦官（朝鮮時代に内侍と改称）を牽制、監視するために設置する内直院の文武官の総称の意味である。

## 設置
高麗初の首都開京に人質として預けられた豪族の子弟により編成された。4代光宗のとき、科挙制度がはじめで施行され、5代成宗のとき、中国の歴代帝王の宮廷にしばしば横行した宦官閥の専横から、宦官の権力を牽制、監視するため、人質となった豪族の子弟のうち科挙に及第した者を集め、内直院が設置された。

## 業務
高麗中期に官僚化され、知職に輔弼する文官と身弁の警護する武官から構成される集団になった。
文官（文班）
王の最側近に儒教の経典の講義したり、宗廟の祭祀の執行したり、国王の不在時、国政事を受け持った。翰林院出身が多い。
武官（武班）
王の最側近に身弁の警護したり、御駕の護衛したり、国王の不在時、軍政事を受け持った。

## 人員
高麗初には20人だが、11代文宗以後、100人に伸びだり、それぞれ50人に構成された2組に分かれた。（文官と武官）

## 宦官との関係
高麗初から朝鮮初まで宦官とはとでも悪かった、内直は宮に政事を担当したり、宦官は宮内の王の生活事を担当したから、互いの事を見下けなかった、しかし宦官は虎視眈々内直の職をねらいから、政争が絶えず持続した、特、高麗19代懿宗5年（1151年）、宦官が内直けどが着た文官の帯を着たのを見た代官（文官）が帯を押収したり、ここに宦官の部署の扼庭局側が抗議した、そうすると代官と同じ文官だ内直側にここに抗議したら、互いの間に対立が発生した、そして国王が両側を仲裁より、宦官側で内直側の郎中鄭敍(18代仁宗の姉妹の夫）が‘王の弟、大寧候と逆謀を考える、’と聞くように、（大寧候の事件）大寧候は天安に、鄭敍は東莱に流配した、この事件で内直の力は弱くなるように、鄭敍はこれを嘆きたら、鄭瓜亭の詩をつくった、以後、内直と宦官の対立が深われて、これが懿宗24年（1170年）庚寅の乱（こういんのらん）の原因がなった。

## 高麗以後
朝鮮が建国されたら、元朝以来で力を飼った宦官の部署の扼庭局が内侍府とかわったり、しかし内直の力はよわくなったら、世祖12年（1466年）丞政院、忠義衛、忠贊衛と分かった。